# 므나쎄

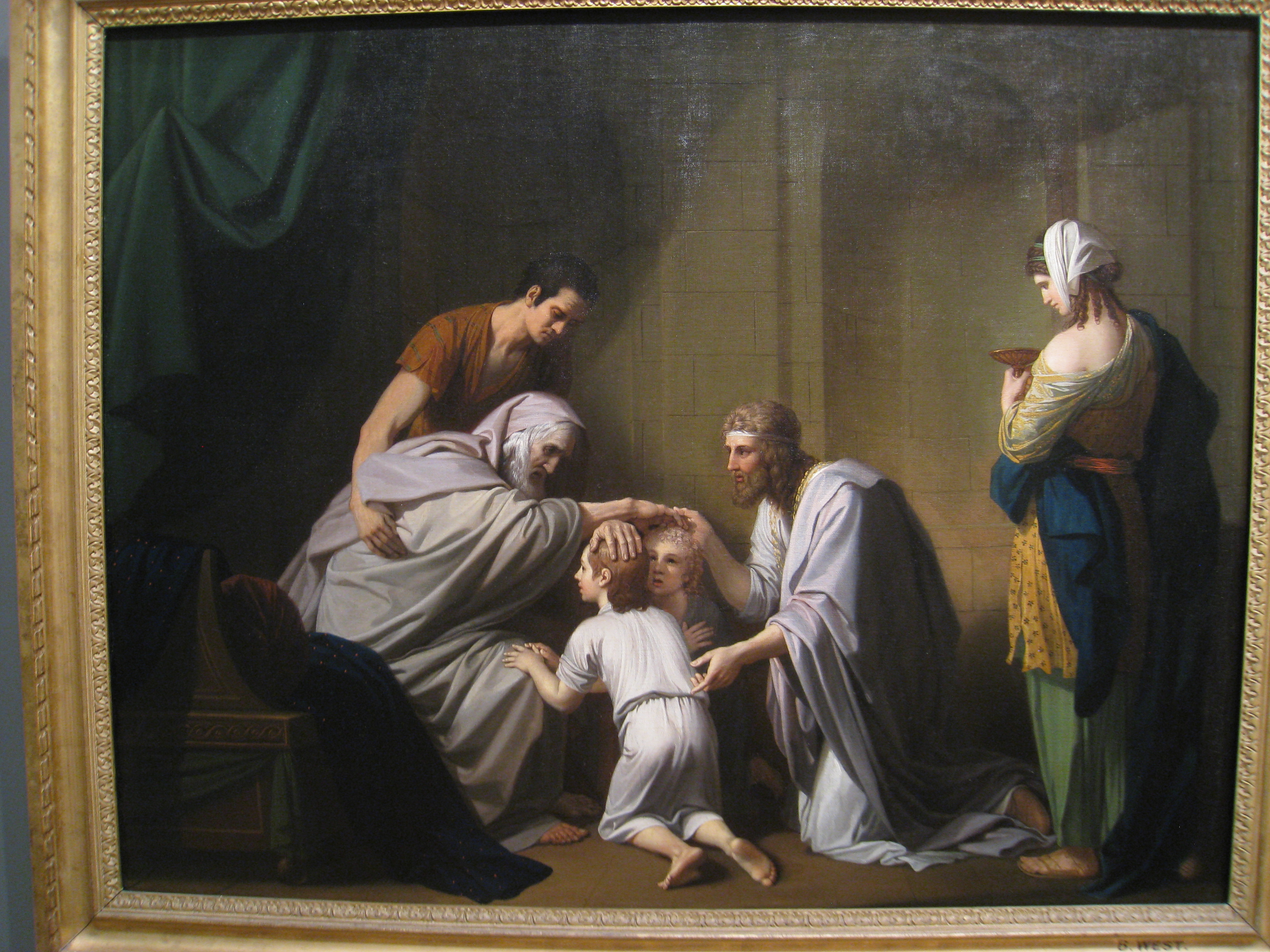
므나쎄와 에브라임을 축복하는 야곱. 벤저민 웨스트의 1766-1768년 그림.
므나쎄(공동번역, 가톨릭), 므낫세(개신교)(히브리어: מְנַשֶּׁה‎, 현대 히브리어: Mənašše, 티베리아 히브리어: Mănašše)는 구약성경의 등장인물로 야곱의 손자이자 요셉과 아스낫의 장자이다. 므나쎄의 어머니 아스낫은 파라오가 요셉에게 준 여인으로, 온(헬리오폴리스)의 제사장 보디베라의 딸이다. 므나쎄는 이스라엘 자손들이 이집트로 들어오기 전에 이집트에 태어났다.

## 성경에서

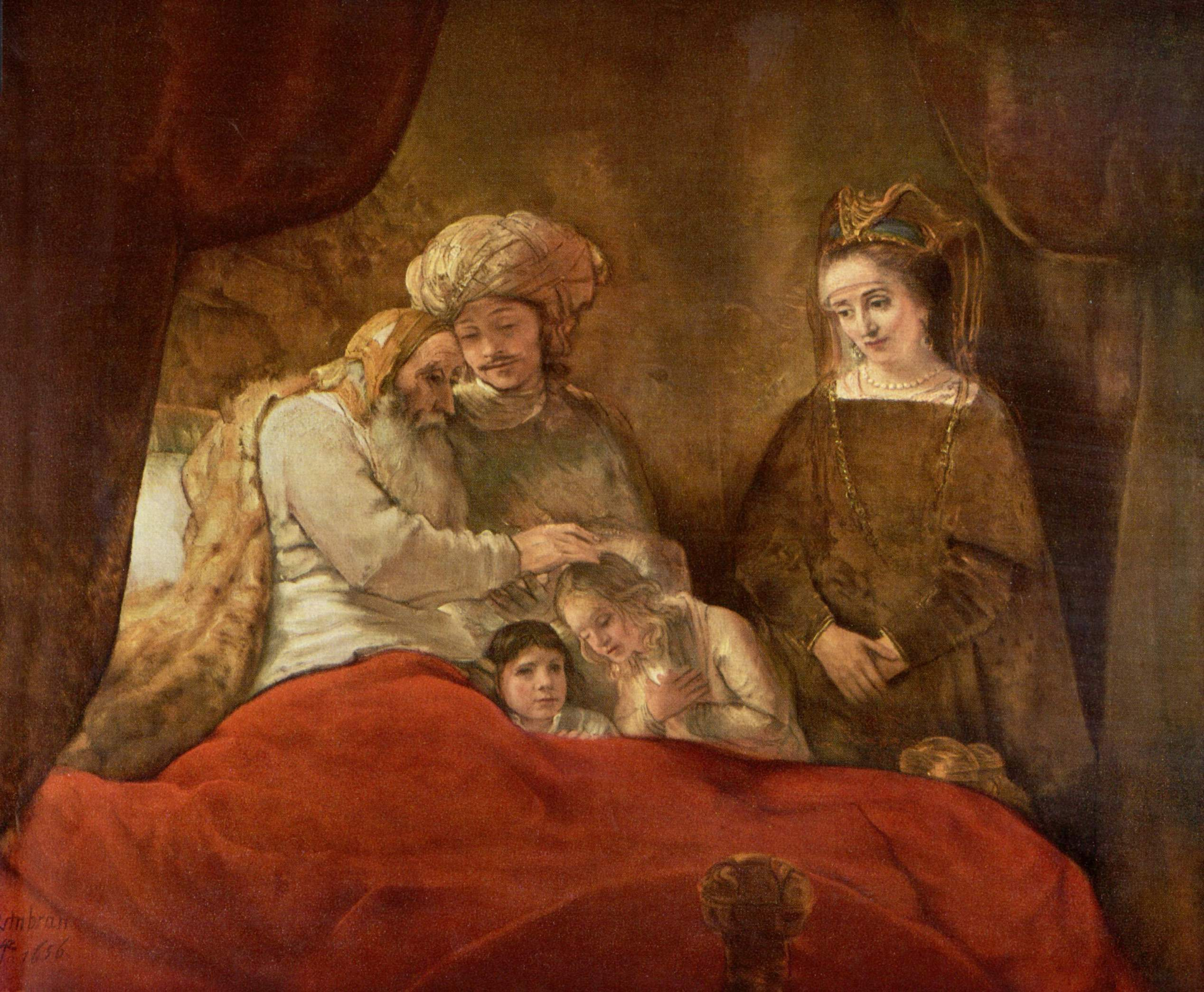
요셉의 자식들을 축복하는 야곱. 렘브란트. 1656년 그림.

므나쎄 이름의 뜻은 '잊어버리게 하는 자'인데, 창세기 41장 51절의 설명에 따르면 요셉이 "하나님이 내게 내 모든 고난과 내 아버지의 온 집 일을 잊어버리게 하셨다"라는 의미로 지어주었다고 한다. 요셉의 아버지 야곱은 요셉의 두 아들 므나쎄와 에브라임을 입양하여 유산을 자신의 다다른 아들들과 동등하게 나누었다. 므나쎄는 이스라엘의 열두 지파 중 하나인 므나쎄 지파의 조상으로 여겨진다. 야곱은 오른손을 에브라임에게, 왼손을 므낫세에게 교차시켜 얹음으로써 에브라임을 므낫세보다 앞세워 축복했으므로, 므나쎄는 더 이상 장자의 권리를 가지지 못했다.
므나쎄는 그의 아내가 낳아 준 아스리엘과 그의 소실 아람 여인의 자식이자 길르앗의 아버지 마길을 두었다(역대상 7:14). 민수기와 신명기는 야일이라는 이름의 아들이 있다고 또한 기록하는데, 야일은 그술인들의 땅을 빼앗아 하봇야일이라 불렀다.

## 성서비평학
요셉이 라헬의 두 아들 중 장남이었던 것처럼, 므나쎄 역시 요셉의 두 아들 중 장남이다. 성서비평학자들은 므나쎄 지파가 살던 땅이 원래 요셉 지파의 땅이었던 것처럼, 요셉 지파와 베냐민 지파 역시 원래 한 개의 지파였을 수도 있다고 말한다.
많은 성서학자들은 원(原) 요셉 지파는 이집트로 갔다가 돌아온 유일한 이스라엘 민족인 반면, 나머지 이스라엘 부족들은 가나안의 토착민들이었다고 설명한다. 이 견해에 따르면, 야곱이 아내를 얻기 위해 라반을 방문했다는 이야기는 야곱이 라반에게 얻은 재물과 가족들이 요셉 지파가 이집트에서 가나안으로 들어오며 얻은 재물과 인구를 상징한다. 라반 설화 중 여호와 문서가 그 원전으로 보이는 설화에서는 라헬 등 다른 부족의 모계 통치자들은 전혀 언급되지 않는다.
역대기는 므나쎄는 그의 아내가 낳아 준 아스리엘과 그의 소실 아람 여인의 자식이자 길르앗의 아버지 마길을 두었다는 기록을 전한다. 창세기 마지막에 마길이 낳은 므나쎄의 손자들이 요셉의 슬하에서 자랐다고 전하는데, 일부 역본은 이들이 태어나자마자 요셉에게 입양되었다고 적는다.

## 유대교 전승
에브라임 지파의 우선권을 두고 요셉이 장님인 야곱을 속여 임종 전에 에브라임에게 복을 주도록 한 것이라는 주장도 있다. 이 축복을 묘사하는 본문에는 단발어인 שכל ("sh-k-l")가 등장하는데, 고전 랍비 문헌에서는 여기에 특별한 비밀이 숨겨져있다고 본다. 그 외의 랍비 문헌들은 이것이 지혜라는 뜻의 '세켈'이라는 단어로 보며 야곱이 자녀를 축복할 때 누구를 축복하는지 분명히 알고 있었다고 본다. '시켈'로 보고 야곱이 에브라임으로 하여금 므나쎄를 멸하게 하리라는 유언을 전하고 있다는 해석도 있다.

## 시성
로마 가톨릭 교회에서는 므나쎄를 성인으로 보아 11월 3일 또는 12월 19일에 기념한다.

## 같이 보기
- 에브라임 지파
- 므나쎄 지파